# VOYAGER (松任谷由実のアルバム)
『VOYAGER』（ボイジャー）は、松任谷由実（ユーミン）の15枚目のオリジナルアルバム。1983年12月1日に東芝EMIからリリースされた（LP：ETP-90265、CT：ZH28-1380）。1985年6月1日に初CD化（CA32-1141）。1999年2月24日にLPのブックレットを復刻し、バーニー・グランドマンによるデジタルリマスタリングで音質を大幅に向上したリマスタリングCD（TOCT-10648）とLP（TOJT-10648）をリリース。なお、1984年にリリースされたシングル曲「VOYAGER〜日付のない墓標」は収録されておらず、オリジナルアルバム未収録曲になっている。

## 解説
- ジャケットのデザインはストーム・ソーガソン(ヒプノシス)が手がけた。ジャケットや歌詞カードの写真で泳いでいる女性はユーミン本人であり、現在は閉館となった「ドゥ・スポーツプラザ新宿店」にて撮影された[1]。
- このアルバムから年末リリースが恒例化した。1984年の第26回日本レコード大賞優秀アルバム賞を受賞。

## 収録曲

### CD
| 全作詞・作曲: 松任谷由実、全編曲: 松任谷正隆。 |                                                                                |            |            |      |
| #                                              | タイトル                                                                       | 作詞       | 作曲・編曲 | 時間 |
| 1.                                             | 「ガールフレンズ -Girlfriends-」                                               | 松任谷由実 | 松任谷由実 | 4:00 |
| 2.                                             | 「結婚ルーレット -Russian Roulette Marriage-」                                 | 松任谷由実 | 松任谷由実 | 4:18 |
| 3.                                             | 「ダンデライオン〜遅咲きのたんぽぽ -Dandelion ~ The Late Blooming Dandelion-」 | 松任谷由実 | 松任谷由実 | 4:22 |
| 4.                                             | 「青い船で -Spaceship Earth-」                                                 | 松任谷由実 | 松任谷由実 | 4:27 |
| 5.                                             | 「不思議な体験 -Mysterious Experience-」                                       | 松任谷由実 | 松任谷由実 | 5:26 |
| 6.                                             | 「ハートブレイク -Heartbreak-」                                                | 松任谷由実 | 松任谷由実 | 4:08 |
| 7.                                             | 「TYPHOON」                                                                    | 松任谷由実 | 松任谷由実 | 4:51 |
| 8.                                             | 「TROPIC OF CAPRICORN」                                                        | 松任谷由実 | 松任谷由実 | 4:36 |
| 9.                                             | 「私を忘れる頃 -When You Won't Think of Me-」                                  | 松任谷由実 | 松任谷由実 | 4:59 |
| 10.                                            | 「時をかける少女 -The Girl Is a Time Traveler-」                               | 松任谷由実 | 松任谷由実 | 3:38 |

### 楽曲解説
1. ガールフレンズ
1989年苗場プリンスホテルCMソング。1991年TBS系『ルージュの伝言』でドラマ化された（第1話、出演・松下由樹）。
2012年のオールタイム・ベスト『日本の恋と、ユーミンと。』にも収録（ベストアルバム初収録）。
1987年の『ダイアモンドダストが消えぬまに』に続編的内容の「続 ガールフレンズ」が収録されている。
2. 結婚ルーレット
コンサートでは後述の「ハートブレイク」の後、繋がるように歌唱されることが多い。2018年～2019年に行われたタイムマシーンツアーで披露した際のMCでは「バブルの時代によく行っていた組み合わせ」と説明していた。
3. ダンデライオン〜遅咲きのたんぽぽ
19枚目のシングル。後出の「時をかける少女」と共に原田知世に提供した曲のひとつ。原田知世主演ミュージカル『あしながおじさん』主題歌。1994年に安達祐実がカヴァー。
4. 青い船で
アルバムリリース後1984年に発売された20枚目のシングル『VOYAGER〜日付のない墓標〜』のB面。映画『さよならジュピター』の挿入曲として使用された。
5. 不思議な体験
Aメロでは日常を、Bメロとサビではその“不思議な体験”を綴る。1983年のニッカウヰスキー・マイルドニッカCMソング。2005年12月16日 - 2006年5月7日、サンリオピューロランド15周年記念ライブショー「森のメルヘン〜愛は永遠に〜」テーマソング。
本作のみをA面に収録した非売品サンプルとして7インチシングル盤が本アルバムリリースと同時にプレス・店頭配布されている（規格品番：PRT-117・A)。
6. ハートブレイク
コンサートでは前述の「結婚ルーレット」の前に歌唱されることが多い。2018年～2019年のタイムマシーンツアーでは、当時の振り付けを再現して歌唱された。
7. TYPHOON
1984年に小林麻美、2002年にPort of Notes（ポート・オブ・ノーツ）、2022年にJUJUがカヴァー。
8. TROPIC OF CAPRICORN
9. 私を忘れる頃
長崎の稲佐山（いなさやま）が舞台とされている。
10. 時をかける少女
原田知世に提供した同名映画の主題歌。この映画の主演も原田知世が演じている。後1997年、詞をそのまま（一部変更されている部分があるが）別のメロディに置き換えた「時のカンツォーネ」として発表した。2003年には清水愛が、2009年にはアニメ『夏のあらし!』挿入歌として白石涼子・名塚佳織・野中藍・堀江由衣の4人が、2010年にはいきものがかりがそれぞれカヴァーしている。19枚目のシングル「ダンデライオン〜遅咲きのたんぽぽ」のB面曲。
松任谷が「松任谷由実」名義で発表した作品の大部分は出版者が雲母音楽出版（©KIRARA MUSIC PUBLISHER）で登録されているが、本作の出版者は2018年現在 角川メディアハウス（© 1983 by KADOKAWA MEDIA HOUSE INC.）としてJASRACに登録されている[2]。

## 参加ミュージシャン
- キーボード：松任谷正隆
- ドラム：林立夫
- ベース：高水健司
- エレクトリック・ギター：松原正樹
- アコースティック・ギター：瀬戸龍介、吉川忠英
- パーカッション：斎藤ノブ
- サキソフォン：Jake H. Conception
- トランペット&フリューゲルホルン：数原晋
- トロンボーン：新井英二
- フルート：衛藤幸雄
- ストリングス：日色グループ
- ハープ：山川恵子
- コーラス：山本潤子、桐ヶ谷仁、桐ヶ谷"Bobby"俊博、BUZZ、平塚文子、伊集加代子、和田夏代子、鈴木宏子、松任谷由実
- シンセサイザー・プログラミング：浦田恵司